# Алёхин, Пётр Яковлевич
Пётр Яковлевич Алёхин (23 сентября 1904 года, Курск, Российская империя — ?, Москва, СССР) — русский, позднее советский живописец и график, один из московских художников сталинского соцреализма, педагог. 

## Биография
Родился в 1904 году в Курске в крестьянской семье.
В 1928—1929 годах занимался в ВХУТЕИНе в Москве, в 1929–1936 в Ленинграде в Институте живописи, скульптуры и архитектуры Всероссийской Академии художеств, где его наставником был И. И. Бродский. Дипломная работа в ВАХ - "Партийная чистка".
Рисовал для газет и журналов «Комсомольская правда» и «Курская правда» (1922–1925), «Красноармеец» и «Краснофлотец» (1942–1946) и других. Иллюстрировал и оформлял книги для издательства «Молодая гвардия».
Проявил себя как опытный педагог. Преподавал в Днепропетровском художественном училище (1937–1939) и Московском институте изобразительных искусств (1942–1946). После постановления об эвакуации Московского института изобразительных искусств в Самарканд от 12 октября 1941 года был назначен исполняющим обязанности директора оставшейся в Москве части МГХИ, отвечал за художественное и техническое руководство вуза в условиях войны, наладил в сверхсрочном порядке выпуск военно-политических плакатов, художественно оформленных бланков, боевых листков и грамот.
Участник выставок с 1926 года (Москва). Написал картины «Спортсменка» (1934), «Питерские красногвардейцы» (1938), «Трипольская трагедия» (1947), «Сбор яблок» (1957), «Герои Кронштадта» у В. И. Ленина» (1959–62). Иллюстрировал и оформлял книги для издательства «Молодая гвардия». Исполнил рисунки «Крестьянское восстание» (1939), «В. И. Ленин с делегатами X съезда РКП(б)» (1940).
Участвовал в Всесоюзной художественной выставке «Индустрия социализма» (1939), выставке посвященной 40-летию Великой Октябрьской социалистической революции (1957), выставке «40 лет ВЛКСМ» (1958).